# Tenuipalpus tabebuiae
Tenuipalpus tabebuiae är en spindeldjursart som beskrevs av De Leon 1957. Tenuipalpus tabebuiae ingår i släktet Tenuipalpus och familjen Tenuipalpidae. Inga underarter finns listade i Catalogue of Life.